# Xuân Nghi
Nguyễn Thị Xuân Nghi (sinh ngày 13 tháng 5 năm 1994), thường được biết đến với nghệ danh Xuân Nghi, là một nữ ca sĩ kiêm nhạc sĩ sáng tác bài hát và diễn viên người Việt Nam. Sinh ra trong một gia đình có truyền thống âm nhạc, cô bước chân vào lĩnh vực ca hát từ khi còn nhỏ. Năm 5 tuổi, cô bắt đầu đi biểu diễn trên sân khấu và từng là nghệ sĩ khá thành công với những ca khúc thiếu nhi giống như Xuân Mai.
Năm 2010, Xuân Nghi chuyển sang định cư tại Mỹ và tốt nghiệp ngành công nghiệp âm nhạc tại Đại học Nam California; bên cạnh đó cô còn tham gia các hoạt động âm nhạc tại quê hương.

## Tiểu sử và sự nghiệp
Xuân Nghi sinh ra trong một gia đình có ba là nhạc sĩ Duy Thoán và mẹ là ca sĩ Minh Ngọc nên Xuân Nghi đam mê âm nhạc từ bé. Xuân Nghi đạt rất nhiều giải thưởng về Âm nhạc dành cho thiếu nhi. Mới lên 3, Xuân Nghi đã biết luyến láy và hát không sót chữ nào trong ca khúc chính của phim Luz Clarita - Trái tim bé nhỏ do Mexico sản xuất mà ngày nào cô cũng "nghiền ngẫm" không biết chán.
Sau bốn album thời thơ ấu và một vài vai diễn khá ấn tượng trên màn ảnh, Xuân Nghi quyết định từ bỏ tất cả để đi du học vào mùa hè năm 2010. Gạt bỏ những thành công từng đạt được để làm lại từ đầu là quyết tâm rất lớn của Xuân Nghi. Cô tự tin rằng con đường mình đi có thể hơi vòng vèo nhưng sẽ là bước tiến dài để tới gần hơn với giấc mơ nghệ thuật. Dành rất nhiều thời gian để ôn luyện và vượt qua hàng ngàn "đối thủ", cuối cùng Xuân Nghi cũng đạt được thành công đầu tiên: trở thành học sinh của Trường đào tạo nghệ sĩ OCHSA (tên viết tắt của Orange County High School of the Arts) - ngôi trường nằm trong top 3 các học viện nghệ thuật tốt nhất California và cũng là một trong những trường công uy tín nhất Mỹ. Ngôi trường này cũng từng là nơi học tập của "công chúa Disney" Vanessa Hudgens. Xuân Nghi theo học ngành Instrumental Music – Commercial Music program – Vocalist chuyên về thanh nhạc, sáng tác, thu âm và kỹ thuật âm nhạc hiện đại và tốt nghiệp tại đây.
Sau một năm du học, Xuân Nghi trở về Việt Nam với một hình ảnh mới mẻ, trẻ trung với lứa tuổi 17. Trong chuyến về Việt Nam vào hè 2011, Xuân Nghi đã có dịp tham gia rất nhiều show diễn âm nhạc của nước nhà. Cũng trong chuyến đi này, Xuân Nghi và một vài thành viên trong FanClub của mình đã cùng đi làm từ thiện.

## Sự nghiệp âm nhạc
Trong sự nghiệp ca hát, tính đến nay Xuân Nghi đã có trong tay 5 album và 1 mini album online. Trong album online này, có 2 ca khúc là Lạc lối và Đổi màu do chính Nghi sáng tác khi đang học ở Mỹ. Đó không chỉ là những lời tâm sự mà còn là lần vấp ngã, là hạnh phúc hoặc nước mắt của cô gái trẻ đang chập chững vào đời được thể hiện qua các nốt nhạc mang âm hưởng hip hop R&B và electronic new age. Ca khúc cuối cùng trong Misguided là Super star, một sáng tác của cô giáo người Thụy Điển đang dạy Xuân Nghi ở trường. Trong khoảng thời gian học tập tại Mỹ, Xuân Nghi đã sáng tác một ca khúc online có tên "Hãy nói" và ca sĩ cùng cô song ca là Đinh Mạnh Ninh.
Năm 2019, tên tuổi cô chính thức được biết đến trong làng indie Việt với 2 single Summer Night và Không thể hết buồn. Sau đó 1 năm, cô cho ra mắt thêm single umakeme. Năm 2024, cô tham gia chương trình Chị đẹp đạp gió rẽ sóng mùa thứ hai và lọt vào đội hình nhóm nhạc "Hoa đạp gió" sau chương trình.

## Danh sách đĩa nhạc

### Album
- Vol.1: Xuân Nghi - Tiếng hát thiên thần nhỏ (2005)[14]
- Vol.2: Những câu chuyện trong ngôi nhà mẫu giáo (2006)[15]
- Vol.3: Xuân Nghi và những người bạn (2007)[16][17]
- Vol.4: Cả nhà cùng xem (2008)[18]
- Vol.5: Nghi 16 (2010)[2]

### Mini album/EP
- Misguided (2011)[7]
- The Coffee Girl (2022)[19][20]

### Đĩa đơn
- Summer Night (2019)[9]
- Không thể hết buồn (2019)[10]
- umakeme (2020)[11]
- Thế giới của em là anh (2021)[19]